# 歷史國家旗幟列表
- 歷史國家的旗幟為已不存在國家的國旗或代表旗。
- 國號底下的年代為使用該旗的時間而不是國祚。
- 有關於歷史國家的情形請參見已不存在的國家列表

## 與義大利有關的歷史國家旗幟
|  | 羅馬共和國 1798年-1800年 |  | 義大利共和國 拿破侖建立 1802年-1805年 |  | 義大利王國 拿破侖建立 1805年-1812年 |
|  | 羅馬共和國               |  |                                       |  |                                     |

兩西西里王國
|  | 兩西西里王國 1738年-1848年 1849年-1860年 |  | 兩西西里王國 1848年-1849年  |  | 兩西西里王國 1860年-1861年  |
|  | 那不勒斯王国 1285年－1816年              |  | 那不勒斯王国 1285年－1816年 |  | 那不勒斯王国 1285年－1816年 |
|  | 西西里王國 1130年－1816年                |  | 两西西里王國 1816年－1861年 |  | 两西西里王國 1816年－1861年 |

其他
|  | 米蘭公國 1395年–1447年 1450年–1499年 1526年–1796年 |  | 威尼斯共和國 9世紀–1797年      |  | 熱那亞共和國 1100年-1805年 1814年-1815年 |  | 薩丁尼亞王國 1848年–1946年    |
|  | 比薩共和國 11世紀─1406年 1494年─1509年             |  | 義大利社會共和國 1943年-1945年 |  | 義大利社會共和國軍旗 1943年–1945年       |  | 中意大利聯合省 1859年－1860年 |

## 與美國有關的歷史國家旗幟
|  | 首面國旗:星條旗 the Stars and Bars 1861年-1863年 |  | 第二面國旗:無瑕旗 the Stainless Banner 1863年-1865年 |  | 第三面國旗 1865年              |
|  | 聯盟國戰旗（戰旗） Southern Cross                |  | 海軍軍旗（前期） 1861年-1863年                       |  | 海軍軍旗（後期） 1863年-1865年 |

其他
|  | 佛蒙特共和國 1777年-1791年  |  | 西佛罗里达共和国 1810年 |  | 德克薩斯共和國 1836年-1845年             |
|  | 夏威夷共和國 1894年－1898年 |  | 加利福尼亞共和國 1846年 |  | 猶加敦共和國 1841年-1843年 1846年–1848年 |
|  | 密西西比共和國 1861年       |  | 東佛羅里達共和國 1812年 |  | 易洛魁聯盟                               |

## 與南非有關的歷史國家旗幟
代表全國的中央政權
|  | 納塔爾殖民地 1875年－1910年 |  | 開普殖民地 1876年－1910年 |  | 奧蘭治河殖民地 1902年－1910年 |  | 德蘭士瓦殖民地 1904年－1910年 |
|  | 南非聯邦 1910年－1912年     |  | 南非聯邦 1912年－1928年   |  | 南非聯邦 1928年－1961年       |  | 南非共和國 1961年－1994年     |

布爾共和國及格里夸人國家
|  | 德蘭士瓦共和國 |  | 奧蘭治自由邦 |  | 納塔利亞共和國 |  | 新共和國   |
|  | 小自由邦       |  | 東格里夸蘭   |  | 西格里夸蘭     |  | 歌珊共和國 |
|  | 斯爾蘭共和國   |  | 斯爾蘭合眾國 |  |                |  |            |

黑人自治國
|  | 川斯凱   |  | 波布那     |  | 文達       |  | 希斯凱 |
|  | 加贊庫盧 |  | 卡恩格瓦尼 |  | 夸恩德貝勒 |  | 夸祖魯 |
|  | 萊博瓦   |  | 庫瓦庫瓦   |  |            |  |        |

## 與台灣有關的歷史國家旗幟
代表全國的中央政權
|  | 臺灣荷蘭統治時期 1624年-1662年            |  | 臺灣西班牙統治時期 1626年-1642年      |  | 明鄭時期 1662年-1683年              |  | 清朝國旗（首面） 清治台灣 1862年-1888年 |
|  | 清朝國旗（第二面） 清治台灣 1888年-1895年 |  | 大日本帝國國旗 日治台灣 1895年-1945年 |  | 中華民國國旗 臺灣戰後時期 1945年-今 |  |                                         |

自行建立的地方政權
|  | 臺灣民主國 1895年 |  | 大明慈悲國 1915年—1916年 |

## 與中國有關的歷史國家旗幟
代表全國的中央政權
|  | 清朝三角黃龍旗（首面） 1862年-1888年 |  | 清朝黃龍旗（第二面） 1888年-1912年              |  | 中華民國 北洋政府五色旗 1912年-1928年 |
|  | 中華帝國國旗 1915年-1916年           |  | 中華民國 國民政府青天白日滿地紅旗 1928年-1949年 |  | 中華貝南人民共和國國旗 中國大陸 1949年-今 |

自行建立的地方政權
|  | 中華民國軍政 府鄂軍都督府 （湖北軍政府） 鐵血十八星旗 1911年-1912年 |  | 中華蘇維埃共和国 1931年-1937年     |  | 中華共和國 1933年-1934年      |
|  | 杜文秀使用的龙旗 1856年－1872年                                     |  | 山西省軍政府 1911年－1912年        |  | 大漢四川軍政府 1911年－1912年 |
|  | 中華民國湖南省軍政府 1911年—1912年                                  |  | 大中華國雲南軍都督府 1911年—1912年 |  | 西藏 1912年—1951年            |
|  | 熱爾圖加共和國 1883年—1886年                                        |  | 哲德沙爾汗國 1865年-1873年         |  | 哲德沙爾汗國 1873年-1877年    |
|  | 伊犁蘇丹國 1864年—1881年                                            |  |                                    |  |                               |

外國扶植政權
日本扶植：
|  | 中華民國（北平） 臨時政府（後期） 1937年-1940年 |  | 中華民國（南京） 維新政府（後期） 1938年-1940年 |  | 汪精衛政權（前期） 1940年-1943年 (後改用青天白日滿地紅旗) |
|  | 滿洲國 1932年-1945年                            |  | 蒙疆聯合自治政府 1939年-1941年                  |  |                                                           |

英國和苏联扶植：
|  | 東突厥斯坦伊斯蘭共和國 1933年 |  | 東突厥斯坦共和國 1944年 |

## 與俄羅斯有關的歷史國家旗幟
代表全國的中央政權
|  | 俄羅斯帝國 1883年-1917年                     |  | 俄羅斯共和國 1917年-1918年                   |  | 蘇維埃俄國 1918年-1937年               |
|  | 俄羅斯蘇維埃聯邦社會主義共和國 1937年-1954年 |  | 俄羅斯蘇維埃聯邦社會主義共和國 1954年-1991年 |  | 蘇維埃社會主義共和國聯盟 1923年-1955年 |
|  | 蘇維埃社會主義共和國聯盟 1955年-1980年       |  | 蘇維埃社會主義共和國聯盟 1980年-1991年       |  | 俄羅斯聯邦 1991年-1993年               |

## 與印尼有關的歷史國家旗幟
印度尼西亞聯邦共和國
|  | 印度尼西亞共和國 1949年－1950年 |  | 東印度尼西亞國 1946年－1950年 |  | 東蘇門答臘國 1947年－1950年 |
|  | 巴巽丹國 1948年－1950年         |  | 南蘇門答臘國 1949年－1950年   |  | 東爪哇國 1949年－1950年     |
|  | 馬都拉國 1948年－1950年         |  | 大達雅區 1946年－1950年       |  | 哥打瓦林因 1949年-1950年    |

加里曼丹
|  | 班賈爾蘇丹國 1526年－1860年 |  | 布隆岸蘇丹國               |  | 布隆岸蘇丹國 約19世紀          |
|  | 蘭芳共和國 1777年—1884年    |  | 蘭芳共和國 1862年—1884年   |  | 貝勞蘇丹國 1377年–1810年       |
|  | 塔布尔山 19世紀             |  | 塔布尔山 ？–1960年         |  | 汶萊帝國 1906年之前            |
|  | 古泰卡塔內加拉蘇丹國        |  | 哥打瓦林因 1615年-1948年   |  | 哥打瓦林因皇家旗 1615年-1948年 |
|  | 古烏王國 1772年-1950年      |  | 丹戎布拉王國 1590年-1950年 |  | 萬那王國 1881年                |
|  | 萬那王國皇家旗              |  | 喃吧哇王國 1740年–1944年   |  | 坤甸蘇丹國                     |
|  | 新當蘇丹國                  |  | 蘇祿蘇丹國 18世紀          |  | 蘇祿蘇丹國 19世紀              |
|  | 蘇祿蘇丹國戰旗              |  | 上侯王國 ？–1960年         |  | 三伯良蘇丹國 1960              |
|  | 三伯良蘇丹國 19世紀         |  | 戴燕王國                   |  |                                |

爪哇島
|  | 萬丹蘇丹國          |  | 井里汶蘇丹國 1776年 |  | 淡目蘇丹國皇家旗 1475年—1554年 |
|  | 淡目蘇丹國          |  | 卡諾曼蘇丹國        |  | 卡塞普漢蘇丹國                 |
|  | 馬打蘭蘇丹國 1750年 |  | 芒庫尼迦藍          |  | 帕庫阿拉曼 1812年—1950年       |
|  | 梭羅蘇丹國          |  | 日惹蘇丹國 18世紀   |  | 日惹蘇丹國聖旗 1755年—1945年   |
|  | Sumenep王國         |  |                     |  |                                |

蘇拉威西島
|  | 邦蓋王國 14世紀-1952年   |  | 波尼蘇丹國 19世紀 |  | 布頓蘇丹國      |
|  | 戈瓦蘇丹國 14世紀—1946年 |  | 科納韋王國        |  | 盧霧王國 17世紀 |
|  | 梅公加王國 1650年        |  | 穆納王國          |  | Sawitto王國     |
|  | 錫登倫王國               |  | 錫奧王國          |  | 索彭苏丹国      |

蘇門答臘
|  | 亞齊蘇丹國     |  | 亞沙漢蘇丹國    |  | 日里蘇丹國 |
|  | 英德拉布拉王國 |  | 占碑蘇丹國      |  | 柔佛蘇丹國 |
|  | 麻六甲蘇丹國   |  | 巴葛魯容        |  | 巨港蘇丹國 |
|  | 冷吉蘇丹國     |  | 廖內-林加蘇丹國 |  | 錫亞蘇丹國 |

小巽他群島
|  | 巴東王國     |  | 巴厘王国   |  | 比馬蘇丹國 |
|  | 卡朗阿森王國 |  | 克隆孔王國 |  | 龍目王國   |
|  | 松巴哇王國   |  |            |  |            |

摩鹿加群島
|  | 德那第蘇丹國 |  | 德那第蘇丹國海事旗 16世紀–17世紀 |  | 南摩鹿加共和國 1950年—1963年 |

西巴布亞
|  | 凯马纳王国 |  | 荷屬新幾內亞 1961年–1962年 |

其他
|  | 滿者伯夷 |  | 荷屬東印度 1800年–1806年 |  | 荷屬東印度 1806年–1949年 |